# Louis Trousselier

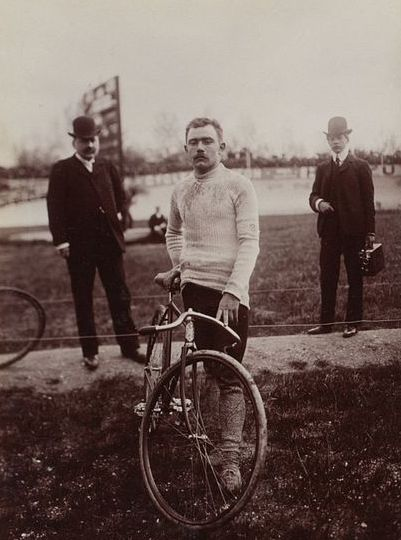
Louis Trousselier (1903)

Louis Auguste Trousselier (* 29. Juni 1881 in Paris; † 24. April 1939 ebenda) war ein französischer Radrennfahrer.
Bei den Olympischen Spielen 1900 in Paris errang Louis Trousselier die Bronzemedaille im 5000-Meter-Punktefahren. Bereits als Amateur war er ein erfolgreicher Straßenfahrer. Er gewann 1902 mit Paris–Rennes eines der ältesten französischen Eintagesrennen.
Von 1902 bis 1914 war er Profi-Rennfahrer. 1903 wurde er Dritter bei Paris–Roubaix.
1905 hatte Trou-Trou – so sein Spitzname – sein erfolgreichstes Jahr. Niemals zuvor hatte ein Radrennfahrer so viele Siege in einem Jahr erreicht – Sieger der Tour de France (mit fünf Etappensiegen), Gewinner von Paris–Roubaix, Gewinner Paris–Valenciennes und Gewinner von Brüssel–Roubaix. 1914 trat er vom Radsport zurück.

## Trou-Troubei der Tour de France
- Tour 1905: Sieger (5 Etappensiege)
- Tour 1906: 3. Platz (4 Etappensiege)
- Tour 1907: Aufgabe (1 Etappensieg)
- Tour 1908: Aufgabe
- Tour 1909: 8. Platz (1 Etappensieg)
- Tour 1910: Aufgabe (1 Etappensieg)
- Tour 1911: Aufgabe
- Tour 1912: nicht teilgenommen
- Tour 1913: 11. Platz
- Tour 1914: 38. Platz